# Prostratus
Prostratus es un género de hongos en la familia Melanconidaceae. Este género monotípico contiene la especie Prostratus cyclobalanopsidis.